# Werner Doehner
Werner Gustav Doehner (* 14. März 1929 in Darmstadt; † 8. November 2019 in Laconia, New Hampshire) war der letzte der überlebenden Passagiere der Luftschiffkatastrophe des LZ 129 im Jahr 1937.

## Leben
Doehner wurde in Darmstadt geboren und verbrachte seine Kindheit in Mexiko-Stadt, wo sein Vater Geschäftsführer von Beick, Felix und Company Pharmaceuticals war. 1967 heiratete seine Frau Ellin, mit der er 52 Jahre lang verheiratet war,  in Essen und wanderte mit ihr nach Mexiko-Stadt aus. 1984 zog Döhner mit seiner Frau und seinen Sohn Bernard in die USA, um als Elektroingenieur zu arbeiten. Doehner wurde als fleißiger Mann und ergebener Familienvater beschrieben, der als Elektroingenieur in Mexiko, Ecuador und den Vereinigten Staaten arbeitete. 1999 zog er sich von New England Electric System in Westborough, Massachusetts, zurück.
Nach seiner Pensionierung lebten Doehner und seine Frau bis 2018 in Colorado, bevor sie nach Laconia, New Hampshire, zogen.

## Letzter Überlebender der Hindenburg-Katastrophe
Doehner reiste 1937 mit seinen Eltern, seinem älteren Bruder und seiner Schwester auf dem Luftschiff LZ 129 „Hindenburg“ von Deutschland nach New Jersey. Wasserstoff, der der Luft ausgesetzt war, setzte die Hindenburg beim Landeanflug auf Lakehurst (New Jersey) am 6. Mai 1937 in Flammen. Die Flammen und der Absturz des Hindenburg töteten 35 der insgesamt 97 Passagiere und Besatzungsmitglieder, darunter auch Doehners Vater, seine Schwester und 33 weitere Personen. Seine Mutter, sein Bruder und Doehner selbst überlebten nur, weil seine Mutter ihre beiden Söhne angesichts der Flammen aus dem Fenster warf und selbst hinterher sprang, wie Doehner anlässlich des 80. Jahrestags der Katastrophe der Associated Press berichtete. Werner Doehner verstarb am 8. November 2019 als letzter verbliebener Überlebender des Unglücks.